# Ballons
Ballons ist eine französische Gemeinde mit 89 Einwohnern (Stand 1. Januar 2022) im Süden des Départements Drôme in der Region Auvergne-Rhône-Alpes. Sie gehört zum Kanton Nyons et Baronnies im Arrondissement Nyons. Sie grenzt im Norden an Sainte-Colombe, im Nordosten an Barret-sur-Méouge, im Osten an Salérans, im Süden an Lachau, im Westen an Eygalayes und im Nordwesten an Izon-la-Bruisse.

## Bevölkerungsentwicklung
| Jahr                       | 1962 | 1968 | 1975 | 1982 | 1990 | 1999 | 2005 | 2016 |
| Einwohner                  | 54   | 49   | 53   | 44   | 46   | 66   | 88   | 83   |
| Quellen: Cassini und INSEE |      |      |      |      |      |      |      |      |